# Митрофанов, Геннадий Алексеевич
Геннадий Алексеевич Митрофанов (род. 19 марта 1979 года, город Майкоп, Адыгейская АО) — российский государственный и политический деятель. Премьер-министр Республики Адыгея (2020—2021). Глава муниципального образования «Город Майкоп» (С 2021).

## Биография
Геннадий Митрофанов родился 19 марта 1979 года в городе Грозный Чечено-Ингушской АССР. Окончил Адыгейский государственный университет по
специализации: бухгалтерский учет и аудит, 2001 год.
2001—2003 — Ведущий специалист отдела промышленности и предпринимательства в сфере производства комитета экономического развития Администрации г. Майкопа;
2003—2003 — Ведущий специалист отдела промышленности и малого бизнеса комитета по экономике администрации муниципального образования «Город Майкоп»;
2003—2006 — Главный специалист отдела экономики, прогнозирования, аналитической деятельности и статистики комитета по экономике и торговли;
2006—2006 — Главный специалист отдела муниципального заказа и ценовой политики комитета по экономике и торговли;
2006—2008 — Начальник отдела муниципального заказа и ценовой политики комитета по экономике и торговли;
2008—2008 — Руководитель управления муниципального заказа и контроля ;
2008—2008 — Руководитель отдела урегулирования претензий ВСК страховая компания;
2009—2010 — Главный специалист по государственным закупкам отдела эксплуатации административных зданий государственного учреждения Республики Адыгея «Служба эксплуатации административных зданий и автотранспорта»;
2010—2010 — Заместитель начальника отдела экономики и финансов Министерства труда и социального развития Республики Адыгея;
2010—2012 — Начальник отдела экономики и финансов Министерства труда и социального развития Республики Адыгея;
2012—2012 — Заместитель начальника отдела экономики и финансов Министерства труда и социального развития Республики Адыгея;
2012—2018 — Начальник отдела бюджетной политики в отраслях экономики Министерства финансов Республики Адыгея.

2018—2020 — Первый заместитель Министра экономического развития и торговли Республики Адыгея.
Указом Главы Республики Адыгея от 10.03.2020 года № 20 назначен на должность Министра экономического развития и торговли Республики Адыгея. На должности Геннадий Митрофанов сменил Анзаура Куанова, назначенного министром сельского хозяйства Адыгеи.
23 сентября 2020 года депутаты Госсовета — Хасэ РА практически единогласно (из 44 депутатов один проголосовал против) поддержали кандидатуру Геннадия Митрофанова на должность премьер-министра. После этого 23 сентября Глава Адыгеи подписал Указ о назначении Митрофанова на данную должность.
24 декабря 2021 года, в результате голосования депутаты Совета народных депутатов Майкопа большинством голосов избрали на пост градоначальника Геннадия Митрофанова.

## Личная жизнь
Женат, двое детей .